# 日産・L型エンジン
日産・L型エンジンはかつて日産自動車が製造していたLで始まる型式のSOHC式動弁機構を採用するガソリンエンジンである。後年には派生形として軽油を燃料とするLD型ディーゼルエンジンも製造された。

## 概要
日本製乗用車にSOHCが導入され始めた時期に開発された、楔(ウェッジ)形燃焼室を持つターンフロー型直列4気筒もしくは直列6気筒エンジンで、1965年から生産された。基本型式は「L」で数字は大まかな排気量を表す。

### 特徴
競合メーカーでクロスフロー型シリンダーヘッドを持つエンジンが続々と開発された1970年代以降も、あえてターンフロー型を踏襲し生産し続けた。
頑丈な鋳鉄製ブロックベース構造、チェーンによるカムシャフト駆動など耐久性を重視したことから、その構造ゆえに本来は高回転向けでなく決して軽快なエンジンとは言い難い反面、
扱いやすい・堅牢・長寿命といった長所を持っていた。
またシリーズ全体での大量生産も考慮されたため、部品共用が多い日産特有の完全モジュール設計を採用する。その結果、一時期は日産車の主力エンジンとなりユーザーからも多大の信頼を得た。
1975年からは自動車排出ガス規制の強化に伴い、酸化触媒とEGR等を主体とした、排ガス対策NAPSが装着された。当初はドライバビリティや出力の大きな低下で不評を招いた。その後4気筒シリーズはZ型エンジンに移行。6気筒シリーズは排気量拡大による性能水準維持や制御機構改良が実施され、
ターボチャージャー搭載エンジンもラインナップされた後、1980年代中期までに後継のRB型エンジンとV型6気筒のVG型エンジンに移行し製造が終了した。

## バリエーション
スペックはグロス値である。

### 4気筒シリーズ
1967年に従来の「J型」に代わる1.3リットル - 1.6リットルクラスの高速型小型4気筒量産エンジンとして6気筒とコンポーネンツを共用した5ベアリングのL13・L16型が510型ブルーバードに搭載された。その後L13は早期に排気量を1.4リットルに拡大したL14に移行。さらに排気量バリエーションとして1.8リットル・2.0リットルが追加された。
ただしL14は50年排ガス規制（A-)まで対応し消滅。L16・L18は51年排ガス規制（C-）まで対応したもののL16を搭載するB110・210型サニー・エクセレントシリーズがベースモデルのB310型サニーへのモデルチェンジを期に廃止されたほか、53年排ガス規制（E-）への対応はツインスパークプラグ急速燃焼方式を採用した直列4気筒SOHCのZ16・Z18型エンジンに変更されディーゼルエンジンのLD20型を除き4気筒シリーズは製造が終了した。

#### L13
排気量1,296 cc 内径×行程：83.0 mm × 59.9 mm
72 PS / 6,000 rpm ・ 10.5 kgf·m / 3,600rpm
搭載車種
- ブルーバード（510型）

#### L14
排気量1,428 cc 内径×行程：83.0 mm × 66.0 mm
85 PS / 6,000 rpm ・ 11.8 kgf·m / 3,600 rpm（シングルキャブ仕様）

95 PS / 6,400 rpm ・ 12.4 kgf·m / 4,000 rpm（SUツインキャブレター仕様）
搭載車種
- ブルーバード（510）
- サニー・エクセレント（B110・210）
- バイオレット（710）

#### L16
排気量1,595 cc 内径×行程：83.0 mm × 73.7 mm
92 PS / 6,000 rpm ・ 13.2 kgf·m / 3,600 rpm（シングルキャブ仕様）

100 PS / 6,400 rpm ・ 13.5 kgf·m / 4,000 rpm（SUツインキャブレギュラーガソリン仕様）

105 PS / 6,400 rpm ・ 13.8 kgf·m / 4,000 rpm（SUツインキャブ有鉛ハイオクガソリン仕様）

搭載車種
- ブルーバード（510・810）
- ブルーバードU（610）
- バイオレット（710・A10）
- サニー・エクセレント（B210）
- オースター・スタンザ（A10）
- スカイライン（C110・210）

##### L16E
L16のインジェクション仕様
115 PS / 6,200 rpm ・ 14.6 kgf·m / 4,400 rpm
搭載車種
- バイオレット（710・A10）
- オースター・スタンザ（A10）

##### L16P
L16のLPG仕様
搭載車種
- ブルーバード（510）
- バイオレット（710）

#### L18
排気量1,770 cc 内径×行程：85.0 mm × 78.0 mm
105 PS / 6,000 rpm ・ 15.0 kgf·m / 3,600 rpm（シングルキャブ仕様）

110 PS / 6,000 rpm ・ 15.5 kgf·m / 3,600 rpm（SUツインキャブ仕様）

搭載車種
- ブルーバード（510・810）
- ブルーバードU（610）
- ローレル（C130・C230）
- スカイライン（C110・210）
- シルビア（S10）

##### L18E
L18のインジェクション仕様
115 PS / 6,200 rpm ・ 16.0 kgf·m / 4,400 rpm
搭載車種
- ブルーバードU（610）
- ブルーバード（810）
- シルビア（S11）
- スカイライン（C210）

##### L18P
L18のLPG仕様
搭載車種
- ブルーバード（810）
- バイオレット（710）

#### L20B
排気量1,952 cc 内径×行程：85.0 mm × 86.0 mm
搭載車種
- DATSUN 510（510型ブルーバード輸出仕様）
- DATSUN 610（610型ブルーバードU輸出仕様）
- DATSUN 810（910型ブルーバード輸出仕様）
- DATSUN BLUEBIRD 910（910型ブルーバード輸出仕様）
- DATSUN 200B（810型ブルーバード豪州仕様）
- DATSUN 620（620型ダットサントラック輸出仕様）
- DATSUN 720（720型ダットサントラック輸出仕様）
- DATSUN 200SX（S10型シルビア輸出仕様）
- DATSUN 710（710型バイオレット輸出仕様）
- DATSUN NEW 510（A10型バイオレット輸出仕様）

#### LD20
排気量1,952 cc  内径×行程：85.0 mm × 86.0 mm 過流室式ディーゼルエンジン
65 PS / 4,600 rpm ・ 12.5 kgf·m / 2,400 rpm

67 PS / 4,600 rpm ・ 13.0 kgf·m / 2,400 rpm
搭載車種
- ブルーバード（910・U11・U12）
- スカイライン（R30）
- ローレル（C31）
- バネット（C120・C22）
- ラルゴ（C120・GC22）

##### LD20T
LD20のターボ仕様
79 PS / 4,400 rpm ・ 17.0 kgf·m / 2,400 rpm
搭載車種
- ブルーバード（910）
- ラルゴ（C120・GC22）
- キャラバン・ホーミー（E23・E24）

### 6気筒シリーズ
1965年に130型セドリックスペシャル6にそれまで搭載されていたOHV式J20型エンジンに代わり初採用されたのがL20型である。
- 当初は6気筒ながら4ベアリングというやや旧弊なスペックでシリンダー中心間距離は95.0-95.0-97.0-95.0-95.0mmとなっており、上述の130型セドリックとGC10型スカイラインの初期製造車に搭載された[注釈 7]。
- 1969年に投入された改良型では7ベアリングかつシリンダー中心間距離を96.5-96.5-98.0-96.5-96.5mmに変更したほか、初期型と区別するため改良型はL20A[注釈 8]と呼称し、補修部品出庫の際など誤認のない対策を実施した。
- また外見上にも違いが見られ、初期型はプリンス自動車製G7型エンジンに似た「かまぼこ形ヘッド（カム）カバー」と呼ばれる形状で、カバーの固定方法が初期型ではヘッドから突き出た6本のスタッドボルトに袋ナットで固定していたが、改良型ではカバー形状が異なり外周の耳に8本のボルトで固定される。

しかし後に初期型の淘汰に伴って改良型のL20Aという呼称も自然消滅し、すべてL20と呼称するようになった。
その後2.4リットル・2.6リットル・2.8リットルの排気量バリエーションが追加された。

#### L20

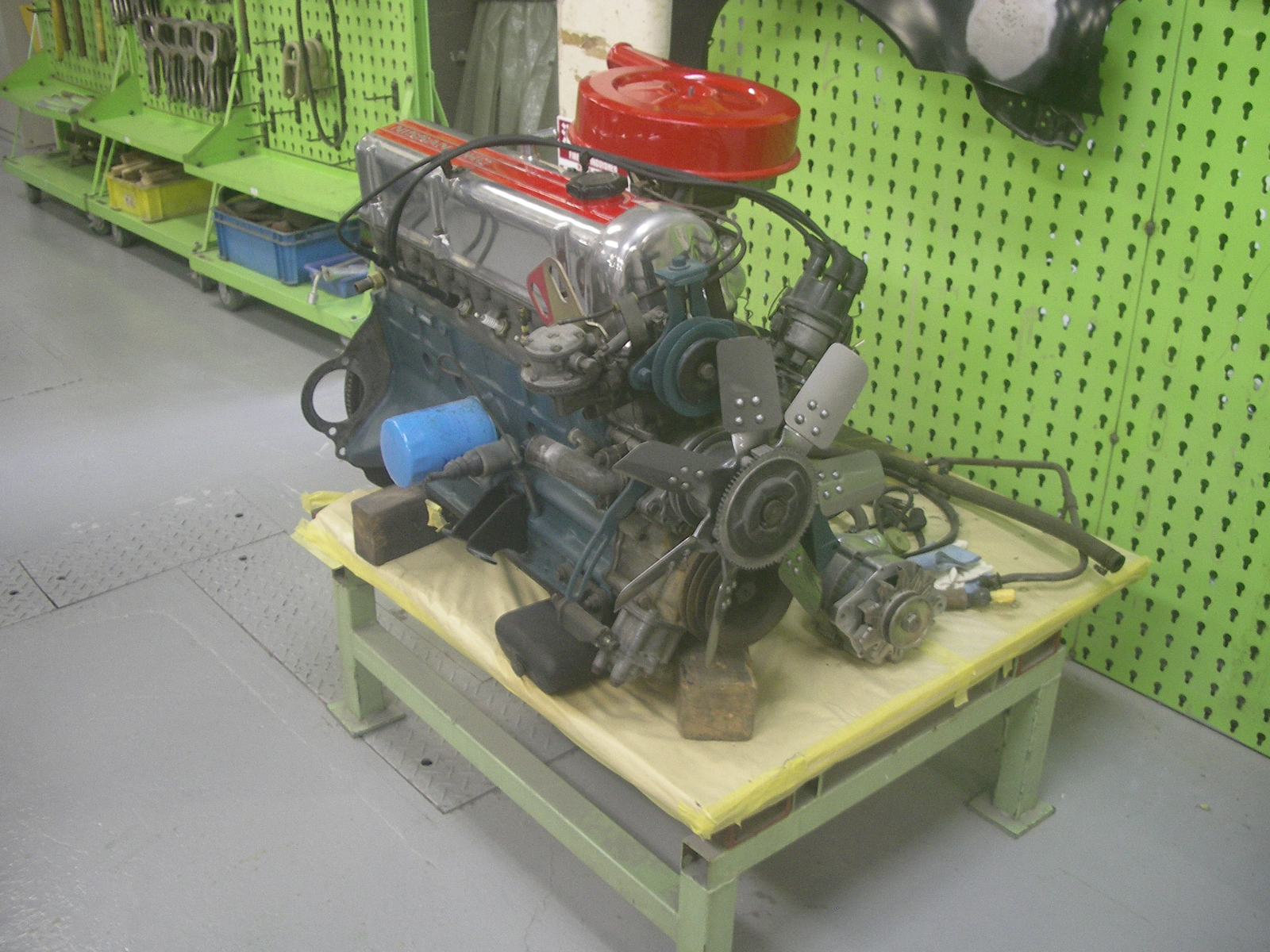
L20型エンジン

排気量1,998 cc 内径×行程：78.0 mm × 69.7 mm
105 PS / 5,200 rpm ・ 16.0 kgf·m / 3,600 rpm（初期型シングルキャブレギュラーガソリン仕様）

115 PS / 5,200 rpm ・ 16.5 kgf·m / 4,400 rpm（初期型SUツインキャブハイオクガソリン仕様）

115 PS / 5,600 rpm ・ 16.5 kgf·m / 3,600 rpm（改良型シングルキャブレギュラーガソリン仕様）

120 PS / 5,600 rpm ・ 17.0 kgf·m / 3,600 rpm（改良型シングルキャブハイオクガソリン仕様）

125 PS / 6,000 rpm ・ 17.0 kgf·m / 4,400 rpm（改良型SUツインキャブレギュラーガソリン仕様）

130 PS / 6,000 rpm ・ 17.5 kgf·m / 4,400 rpm（改良型SUツインキャブハイオクガソリン仕様）

搭載車種
- セドリック・グロリア（130（セドリック）・A30（グロリア）・230・330・430）
- スカイライン（C10・110・210）
- ブルーバード（G610・810）
- ローレル（C130・230・C31）
- フェアレディZ（S30）

##### L20E
L20のインジェクション仕様
130 PS / 6,000 rpm ・ 17.5 kgf·m / 4,400 rpm
搭載車種
- セドリック・グロリア（330・430）
- スカイライン（C110・210・HR30）
- ローレル（C130・230・C31）
- ブルーバード（G610・810）
- フェアレディZ（S30・130）
- レパード（F30）

##### L20ET
L20Eのターボ仕様

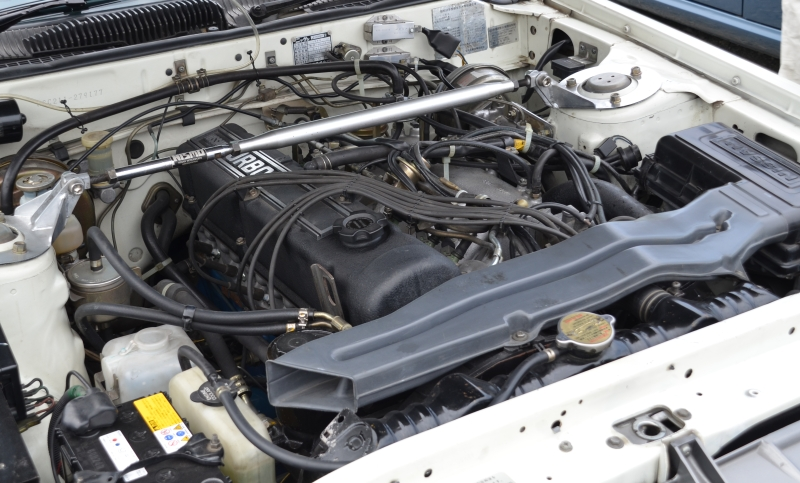
L20ET

145 PS / 5,600 rpm ・ 21.0 kgf·m / 3,200 rpm
搭載車種
- セドリック・グロリア（430）
- スカイライン（C210・R30）
- ローレル（C31）
- レパード（F30）
- フェアレディZ（S130）

##### L20P
L20のLPG仕様
95 PS / 5,200 rpm ・ 16.0 kgf·m / 3,200 rpm
搭載車種
- セドリック・グロリア（330・430・Y30）

#### L24

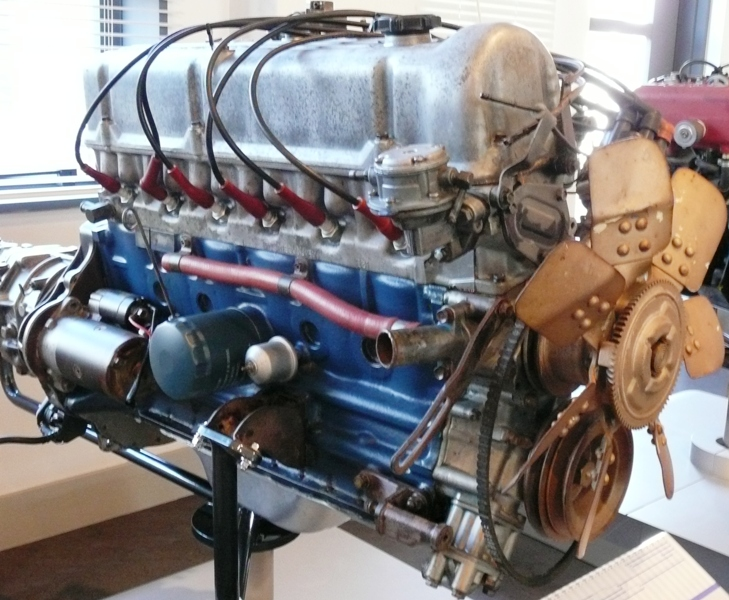
L24

排気量2,393 cc 内径×行程：83.0 mm × 73.7 mm
150 PS / 5,000 rpm ・ 21.0 kgf·m / 4,800 rpm
搭載車種
- フェアレディ240Z（S30）
- DATSUN 240K（スカイラインC10・C110・C210輸出仕様)

##### L24E
L24のインジェクション仕様
搭載車種
- ダットサン810（G810・910）
- ローレル(C32輸出仕様)
- DATSUN 810 MAXIMA → MAXIMA（G910）（910型ブルーバード北米仕様)
- スカイライン（R30輸出仕様)

#### L26
排気量2,565 cc 内径×行程：83.0 mm × 79.0 mm
140 PS / 5,200 rpm ・ 22.0 kgf·m / 4,000 rpm
搭載車種
- DATSUN 260Z（S30型フェアレディZ輸出仕様）
- ローレル（C130）
- セドリック・グロリア（230）

#### L28
排気量2,753 cc 内径×行程：86.0 mm × 79.0 mm
140 PS / 5,200 rpm ・ 22.5 kgf·m / 3,600 rpm
搭載車種
- セドリック・グロリア（330）
- ローレル（C130・230）

##### L28E
L28のインジェクション仕様

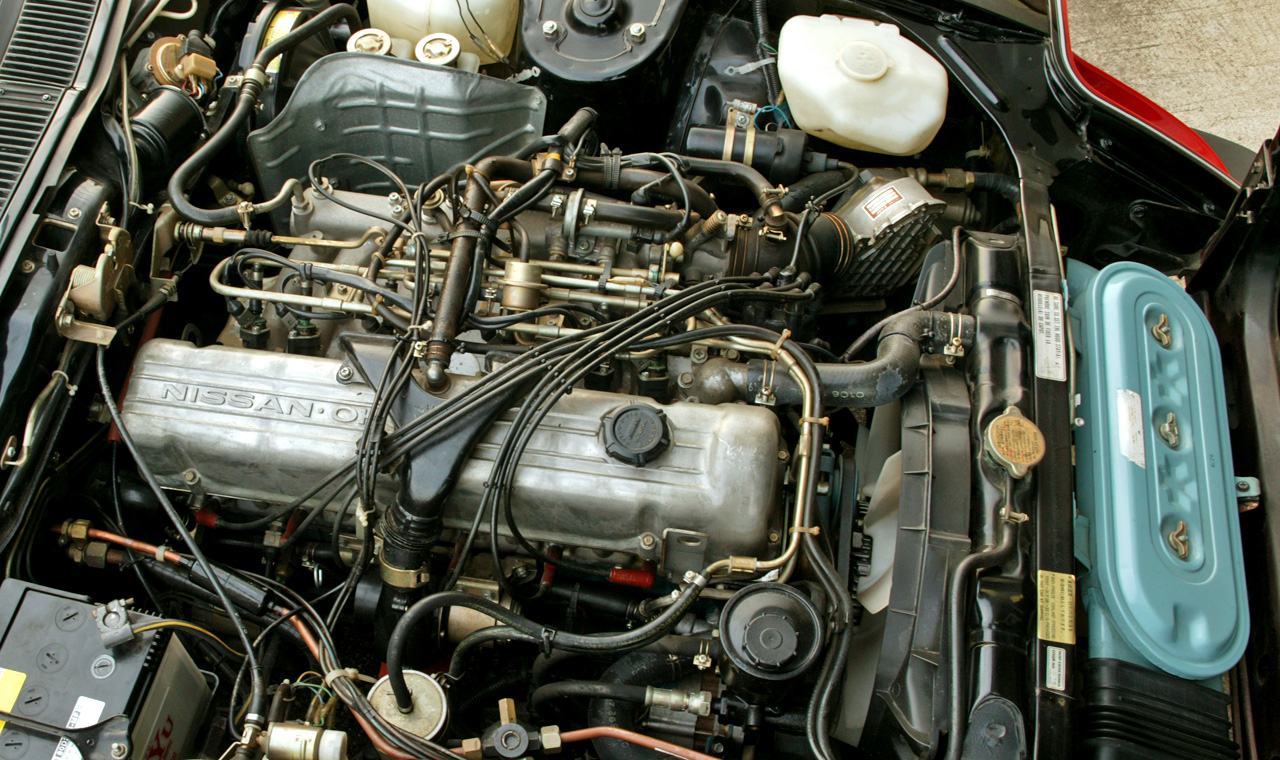
L28E

145 PS / 5,200 rpm ・ 23.0 kgf·m / 4,000 rpm

155 PS / 5,200 rpm ・ 23.5 kgf·m / 4,000 rpm（430型セドリック・グロリア後期、S130型フェアレディZ後期、C31型ローレル）
搭載車種
- DATSUN 280Z（S30型フェアレディZ輸出仕様）
- フェアレディZ（S130）
- セドリック・グロリア（330・430）
- レパード（F30）
- ローレル（C31）

##### L28ET
L28Eのターボ仕様
搭載車種
- DATSUN 280ZX（S130フェアレディZ北米仕様）

#### LD28
排気量2,792 cc 内径×行程：84.5 mm × 83.0 mm 過流室式ディーゼルエンジン
91 PS / 4,600 rpm ・ 17.3 kgf·m / 2,400 rpm
搭載車種
- セドリック・グロリア（430・Y30前期型）
- ローレル（C31・C32前期型）
- スカイライン（C210・R30）
- DATSUN 810 MAXIMA → MAXIMA（G910）

##### LD28T
LD28のターボ仕様
搭載車種
- パトロール（Y60・61 サファリ輸出仕様）

## エピソード
- 通常の市販車としては4・6気筒ともにカウンターフロー式SOHCエンジンであるが、レーシングオプションとしてクロスフローとしたLYヘッド[注釈 11]、4気筒用に動弁機構をDOHCとしたLZヘッド、また通称「サファリヘッド」と呼ばれるカウンターフロー式ヘッドの冷却水路を変更して大幅な加工余地を与えたパーツも存在する。これらは原則ワークスマシーンのみに供給されていたが、「大森スポーツコーナー」（現・ニスモ）で一部のユーザーにも販売されていた。
- L28型エンジンのチューンでは、KA24型もしくは本田技研工業が製造するオートバイFT400・500・XL400R・XL500Rに搭載されるPD01E型・ND01E型のピストンが内径89 mmのためこれを流用し、行程を79 mmとした2,947 ccのL30と呼ばれるポピュラーな方法が存在する。
- 上述の内径89 mmピストンにLD28型の行程83 mmのクランクを組み合わせ総排気量3,096 ccの通称L31とする手法をはじめ、SCM材などを削りだし83 mm以上の行程を確保し排気量を3.2リットルまで拡大するなどチューニングバリエーションは豊富である。
- 1960年代 - 1980年代と長期に渡り製造されていたことによる個体数の多さから、現代でもチューニングパーツが豊富に流通している。また、エンジンブロックが頑丈であるために6気筒は最大3リットル - 3.2リットル程度までの排気量アップが可能と言われており、そのためのチューニングキットも多く、L型エンジン搭載のスカイラインやフェアレディZをレストアする際に構造変更を同時に行い排気量アップ（3ナンバー化）でチューンドカーにしているユーザーも多数見受けられる。
- 燃料供給方法は、2バレルのシングルキャブレターが基本となる。スポーツ仕様車にはSUツインキャブで対応していたが、昭和51年排出ガス規制に適合できず、その後は電子制御インジェクション（EGI）へ移行した。パワーアップのための手法として、ソレックスやウェーバーのツインチョーク型キャブレターを4気筒ではツイン化、6気筒ではトリプル化することが広く知られており、現代でもこの手法は不変である。
- L20B型は1978年 - 1980年の世界ラリー選手権（WRC）にA10型バイオレットで挑戦してグループ2カテゴリーで輝かしい戦績を残している。さらに1981年 - 1982年のシーズンは16バルブDOHC化と排気量を2,083 ccにアップした『LZ20B[注釈 12]』搭載のPA10型バイオレットでグループ4カテゴリーにエントリーし、1979年 - 1982年のサファリラリーで当時日産ワークスに所属したシェカー・メッタが4大会連続総合優勝という快挙を成し遂げ、WRC史上初の同一ドライバーで同一イベント4連覇という記録を打ち立てた。LZ20B型はその後、2,400 ccの『LZ24B』（グリーンヘッド）へと進化を遂げ、S110型シルビアのグループ4マシンに搭載されて数戦のWRCに実戦投入された。その後、グループBマシンの240RSに進化した際に『FJ24』が搭載されたために競技用エンジンとしては第一線からは姿を消した。
- 一方ラリーのみならず当時流行したシルエットフォーミュラ（グループ5）でもLZ20B型は日産系マシン主力エンジンとして選出された。エアリサーチ製T05Bターボチャージャー・ルーカス製メカニカルインジェクションシステムにより570 PS / 7,600 rpm ・ 55 kgf·m / 6,400 rpmのスペックを叩き出すまでチューニングされ、初期の日産グループCカー各車にも搭載された。
- シリーズの中心であるL20型と後継のRB20型とは内径×行程が同一である。これはRB開発着手当時、日産はV型6気筒のVG型エンジン開発に多額の資金を投じており、L型の生産ラインを活かしつつ新たな直列6気筒エンジンを開発しなければならない懐事情があったためと言われる。しかしながら、VG20系も内径×行程は同一でありコスト面や生産面での妥協もあると思われる。
- LD20・LD28型ではディーゼルエンジン搭載乗用車の多くは貨物車用OHV型を流用するケースが主流であった時代に基本構造をガソリンエンジンと共有しSOHCを採用したために「高速ディーゼル」と銘打たれディーゼルエンジンは鈍足というイメージを払拭した。また噴射ポンプ駆動に当時としては珍しいタイミングベルトを採用した。
- L28型のエンジンブロックを用いて1980年にOS技研がDOHC24バルブのNAキャブレターエンジンL28改TC24-B1を製造した。このエンジンは最大出力325 PS / 7400 rpmを発揮し、最大トルクは33 kgf·m / 6100 rpmである。また、2012年にTC24-B1の最新版TC24-B1Zを発表した。このエンジンは最大出力420 PS / 9000 rpmを発揮、最大トルク40 kgf·m / 8000 rpmを発揮するというTC24-B1に比べ大幅な進化を遂げた[5]。